# Escut i bandera de Vilanova d'Alcolea
L'escut i la bandera de Vilanova d'Alcolea són els símbols representatius de Vilanova d'Alcolea, municipi del País Valencià, a la comarca de la Plana Alta.

## Escut heràldic
L'escut oficial de Vilanova d'Alcolea té el següent blasonament:
| « | Escut quadrilong de punta redona. En camp de gules, dues torres d'or; al centre, aïllat, un portal del mateix metall, tot maçonat i aclarit de sable. Al timbre, corona reial oberta. | » |

## Bandera
La bandera oficial de Vilanova d'Alcolea té la següent descripció:
| « | Bandera de propocions 2:3. De roig, al centre un castell d'or. | » |

## Història
L'escut s'aprovà per Resolució de 12 de desembre de 2000, del conseller de Justícia i Administracions Públiques, publicada en el DOGV núm. 3.911, de 5 de gener de 2001.
La bandera s'aprovà per Resolució de 4 de juliol de 2003, del conseller de Justícia i Administracions Públiques, publicada en el DOGV núm. 4.558, de 4 d'agost de 2003.
Es tracta de l'escut utilitzat històricament, amb una idealització de les torres i muralles de l'antiga vila medieval, segons la representació consagrada a la segona meitat del segle xix.

Segell de 1877 (AHN).

A l'Arxiu Històric Nacional es conserva un segell en tinta de Vilanova d'Alcolea de 1877 amb la inscripció «ALCALDIA CONST Ð VILLANUEVA Ð ALCOLEA» on ja hi apareix aquesta representació.